# دبليو. رايموند بيك
دبليو. رايموند بيك (بالإنجليزية: W. Raymond Beck)‏ هو سياسي أمريكي، ولد في 7 ديسمبر 1932 في شيكاغو في الولايات المتحدة. حزبياً، نشط في الحزب الجمهوري. وقد انتخب عضو مجلس النواب لولاية ماريلند.